# José Martins Pinheiro
José Martins Pinheiro, primeiro e único barão da Lagoa Dourada (Rio de Janeiro, 12 de novembro de 1801 — Campos dos Goytacazes, 24 de junho de 1876) foi um jurista e político brasileiro, chegou a ocupar cargos de vereador e presidente da Câmara Municipal de sua cidade.

## Biografia
Filho de José Martins Pinheiro e Maria José do Sacramento, casou-se com Maria Gregória de Miranda, irmã do barão de Abadia. Fazendeiro em Campos dos Goytacazes, onde exerceu o cargo de Juiz de Paz e diversos cargos eletivos (vereador) e foi presidente da câmara municipal.
Residia no antigo solar dos barões, localizado no centro de Campos dos Goytacazes, onde hoje funciona o Liceu de Humanidades de Campos. 
Mandou construir uma ponte de madeira sobre o rio Paraíba do Sul (posteriormente substituída por outra de ferro, a atual Ponte Barcelos Martins), a primeira da cidade, inaugurada em 1873. Devido a situações financeiras, suicidou-se pulando da mesma ponte que construiu, em 1876.

## Títulos nobiliárquicos
Agraciado com o título de barão, por decreto imperial de 9 de janeiro de 1867. Era comendador da Imperial Ordem de Cristo.